# Gouvernement Fillon III
Ne doit pas être confondu avec Gouvernement Fillon I ou Gouvernement Fillon II.
Ve République
Gouvernement François Fillon II Gouvernement Jean-Marc Ayrault I
Le gouvernement Fillon III est le gouvernement de la République française du 14 novembre 2010 au 15 mai 2012. C'est le trente-quatrième gouvernement de la Ve République et le troisième et dernier formé sous la présidence de Nicolas Sarkozy.
Au 22 février 2012, ce gouvernement compte trente-trois membres : le Premier ministre, deux ministres d'État, quatorze ministres de plein exercice, neuf ministres auprès d'un ministre et huit secrétaires d'État.

## Nomination
Le 13 novembre 2010, le Premier ministre François Fillon remet la démission de son deuxième gouvernement au président de la République Nicolas Sarkozy. Le lendemain, Nicolas Sarkozy nomme à nouveau François Fillon à ce poste et le charge de composer un nouveau gouvernement.
Un remaniement était envisagé depuis plusieurs mois.

## Composition initiale
La composition de ce gouvernement a été annoncée le 14 novembre 2010 à 20 h 15, depuis le perron du palais de l'Élysée, par le secrétaire général de la présidence de la République, Claude Guéant, et a été publiée au Journal officiel du 16 novembre 2010,.
Jean-Louis Borloo, qui convoitait Matignon ne fait plus partie du Gouvernement.

### Premier ministre
- Premier ministre : François Fillon.

### Ministres d'État
- Ministre d’État, ministre de la Défense et des Anciens combattants : Alain Juppé.
- Ministre d’État, ministre des Affaires étrangères et européennes : Michèle Alliot-Marie.

### Ministres
- Ministre de l’Écologie, du Développement durable, des Transports et du Logement : Nathalie Kosciusko-Morizet.
- Garde des Sceaux, ministre de la Justice et des Libertés : Michel Mercier.
- Ministre de l’Intérieur, de l’Outre-Mer, des Collectivités territoriales et de l’Immigration : Brice Hortefeux.
- Ministre de l’Économie, des Finances et de l’Industrie : Christine Lagarde.
- Ministre du Travail, de l’Emploi et de la Santé : Xavier Bertrand.
- Ministre de l’Éducation nationale, de la Jeunesse et de la Vie associative : Luc Chatel.
- Ministre du Budget, des Comptes publics, de la Fonction publique et de la Réforme de l’État, porte-parole du Gouvernement : François Baroin.
- Ministre de l’Enseignement supérieur et de la Recherche : Valérie Pécresse.
- Ministre de l’Agriculture, de l’Alimentation, de la Pêche, de la Ruralité et de l’Aménagement du territoire : Bruno Le Maire.
- Ministre de la Culture et de la Communication : Frédéric Mitterrand.
- Ministre des Solidarités et de la Cohésion sociale : Roselyne Bachelot-Narquin.
- Ministre de la Ville : Maurice Leroy.
- Ministre des Sports : Chantal Jouanno.

### Ministre auprès du Premier ministre
- Ministre auprès du Premier ministre, chargé des Relations avec le Parlement : Patrick Ollier.

### Ministres auprès d'un ministre
- Ministre auprès de la ministre de l’Économie, des Finances et de l’Industrie, chargé de l’Industrie, de l’Énergie et de l’Économie numérique : Éric Besson.
- Ministre auprès de la ministre d'État, ministre des Affaires étrangères et européennes, chargé de la Coopération : Henri de Raincourt.
- Ministre auprès du ministre de l'Intérieur, de l’Outre-Mer, des Collectivités territoriales et de l’Immigration, chargé des Collectivités territoriales : Philippe Richert.
- Ministre auprès de la ministre d’État, ministre des Affaires étrangères et européennes, chargé des Affaires européennes : Laurent Wauquiez.
- Ministre auprès du ministre du Travail, de l’Emploi et de la Santé, chargée de l’Apprentissage et de la Formation professionnelle : Nadine Morano.
- Ministre auprès du ministre de l’Intérieur, de l’Outre-Mer, des Collectivités territoriales et de l’Immigration, chargée de l’Outre-Mer : Marie-Luce Penchard.

### Secrétaires d'État
- Secrétaire d'État auprès de la ministre de l’Économie, des Finances et de l'Industrie, chargé du Commerce extérieur : Pierre Lellouche.
- Secrétaire d'État auprès du ministre du Travail, de l’Emploi et de la Santé, chargée de la Santé : Nora Berra.
- Secrétaire d'État auprès de la ministre de l’Écologie, du Développement durable, des Transports et du Logement, chargé du Logement : Benoist Apparu.
- Secrétaire d'État auprès du ministre du Budget, des Comptes publics, de la Fonction publique et de la Réforme de l’État, chargé de la Fonction publique : Georges Tron.
- Secrétaire d'État auprès de la ministre des Solidarités et de la Cohésion sociale : Marie-Anne Montchamp.
- Secrétaire d'État auprès de la ministre de l'Écologie, du Développement durable, des Transports et du Logement, chargé des Transports : Thierry Mariani.
- Secrétaire d'État auprès de la ministre de l’Économie, des Finances et de l’Industrie, chargé du Commerce, de l’Artisanat, des Petites et Moyennes entreprises, du Tourisme, des Services, des Professions libérales et de la Consommation : Frédéric Lefebvre.
- Secrétaire d'État auprès du ministre de l’Éducation nationale, de la Jeunesse et de la Vie associative, chargée de la Jeunesse et de la Vie associative : Jeannette Bougrab.

## Relations avec le Parlement
Le 24 novembre 2010, lors de sa déclaration de politique générale, le Premier ministre obtient la confiance de l'Assemblée nationale par 326 voix pour, 226 contre et 3 abstentions.
| Position   | Groupe | Groupe | Groupe | Groupe | Non-inscrits | Total |
| Position   | GDR    | SRC    | NC     | UMP    | Non-inscrits | Total |
| ---------- | ------ | ------ | ------ | ------ | ------------ | ----- |
| Position   |        |        |        |        | Non-inscrits | Total |
| POUR       | 0      | 0      | 24     | 299    | 3            | 326   |
| CONTRE     | 24     | 199    | 0      | 0      | 3            | 226   |
| ABSTENTION | 1      | 0      | 0      | 1      | 1            | 3     |
| NON-VOTANT | 1      | 5      | 1      | 14     | 1            | 22    |

Le 25 novembre 2010, le Premier ministre obtient la confiance du Sénat par 179 voix pour, 152 contre et 1 abstention.
| Position   | Groupe  | Groupe | Groupe | Groupe | Groupe | RASNAG | Total |
| Position   | CRC-SPG | SOC    | RDSE   | UC     | UMP    | RASNAG | Total |
| ---------- | ------- | ------ | ------ | ------ | ------ | ------ | ----- |
| Position   |         |        |        |        |        | RASNAG | Total |
| POUR       | 0       | 0      | 3      | 24     | 146    | 6      | 179   |
| CONTRE     | 24      | 115    | 13     | 0      | 0      | 0      | 152   |
| ABSTENTION | 0       | 0      | 1      | 0      | 0      | 0      | 1     |
| NON-VOTANT | 0       | 1      | 0      | 5      | 3      | 1      | 10    |

## Modifications ultérieures de la composition du gouvernement

### Remaniement du 27 février 2011

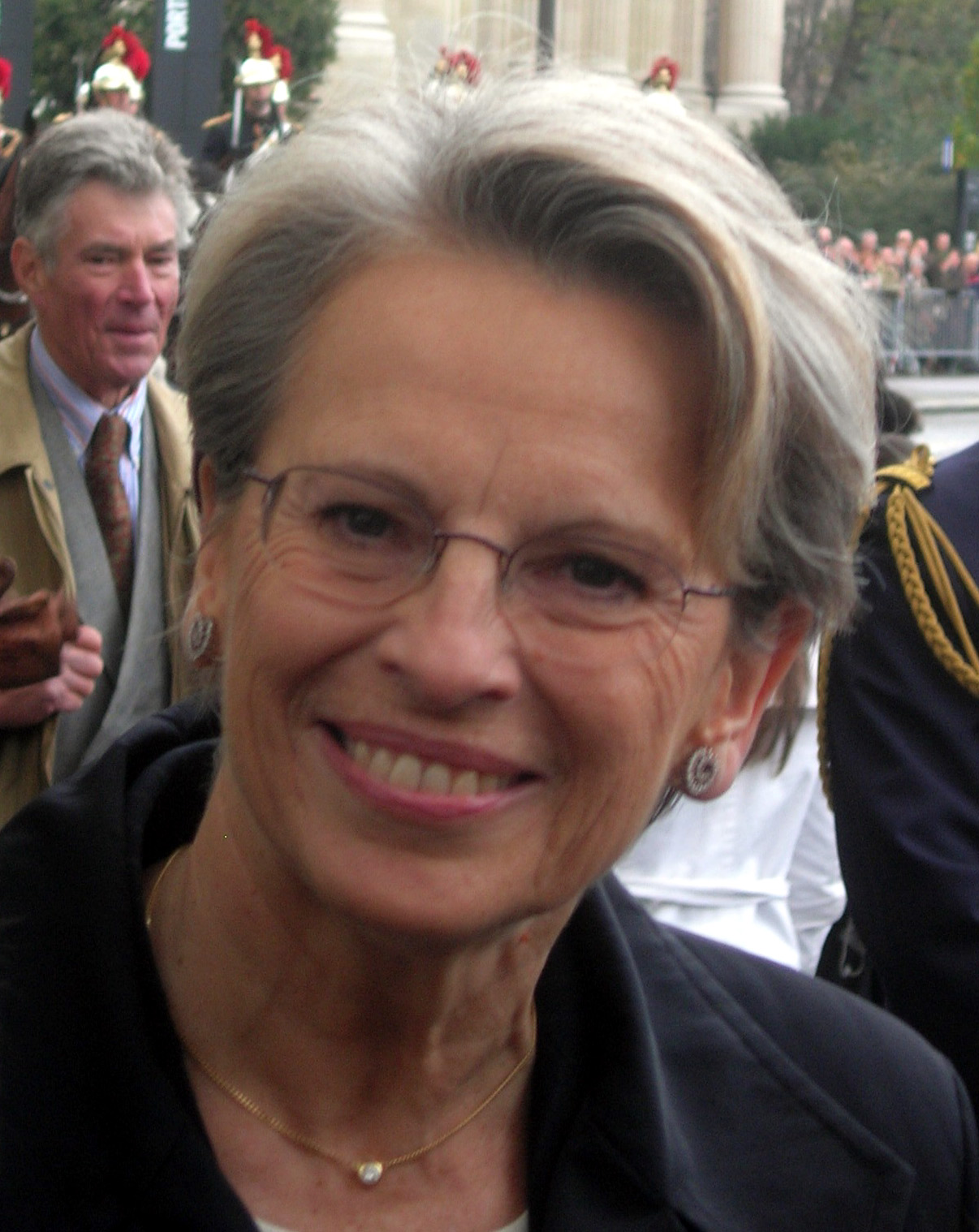
Michèle Alliot-Marie, ministre des Affaires étrangères jusqu'au 27 février 2011.

Le 27 février 2011, à la suite de polémiques autour de son attitude lors de la révolution tunisienne, la ministre d’État, ministre des Affaires étrangères et européennes Michèle Alliot-Marie démissionne. Elle est remplacée par Alain Juppé, jusque-là ministre d’État, ministre de la Défense et des Anciens combattants.
Gérard Longuet, alors le président du groupe UMP au Sénat, est nommé ministre de la Défense et des Anciens combattants. Brice Hortefeux quitte quant à lui le gouvernement ; le secrétaire général de l'Élysée, Claude Guéant, est nommé ministre de l’Intérieur, de l'Outre-mer, des Collectivités territoriales et de l'Immigration.

### Ajustement du 29 mai 2011
Le 29 mai 2011, le secrétaire d’État chargé de la Fonction publique, Georges Tron, accusé de harcèlement sexuel, démissionne du gouvernement,.

### Remaniement du 29 juin 2011
Un remaniement a lieu le 29 juin 2011, au lendemain de la nomination de Christine Lagarde au poste de directrice générale du Fonds monétaire international (FMI).
François Baroin devient ministre de l'Économie, des Finances et de l’Industrie en remplacement de Christine Lagarde. Il est lui-même remplacé par Valérie Pécresse au poste de ministre du Budget, des Comptes publics et de la Réforme de l'État. Il est remplacé par François Sauvadet au poste de ministre de la Fonction publique.
Laurent Wauquiez devient ministre de l'Enseignement supérieur et de la Recherche, à la suite du changement de ministère de Valérie Pécresse, tandis qu’il est lui-même remplacé par Jean Leonetti au poste de ministre des Affaires européennes.
Thierry Mariani, secrétaire d'État aux Transports, devient ministre auprès de la ministre de l'Écologie, du développement durable, des transports et du logement sans changer de fonction ministérielle.
Claude Greff, David Douillet et Marc Laffineur entrent au gouvernement, respectivement comme secrétaire d'État chargée de la Famille, secrétaire d'État chargé des Français de l’étranger et secrétaire d'État auprès du ministre de la Défense et des Anciens combattants.

### Remaniement des 26 et 28 septembre 2011
Un remaniement a lieu le 26 septembre 2011 au lendemain des élections sénatoriales de 2011 qui voient la victoire de la gauche. Chantal Jouanno démissionne du ministère des Sports pour pouvoir se consacrer à son mandat de sénatrice. David Douillet la remplace.
Le 28 septembre 2011, Édouard Courtial remplace David Douillet au secrétariat d'État chargé des Français de l'étranger.

### Remaniement du 22 février 2012
À l'occasion de la campagne présidentielle de 2012, Nathalie Kosciusko-Morizet, porte-parole du candidat Nicolas Sarkozy, démissionne du ministère de l'Écologie, du Développement durable, des Transports et du Logement. Ses fonctions sont exercées par le Premier ministre, François Fillon. Benoist Apparu et Thierry Mariani conservent leur portefeuille mais deviennent ministres auprès du ministre de l'Écologie, du Développement durable, des Transports et du Logement.

## Organisation fonctionnelle

### Organisation fonctionne du 14 novembre 2010 au 27 février 2011
Premier ministre
- François Fillon, Premier ministre
- Patrick Ollier, ministre auprès du Premier ministre, chargé des Relations avec le Parlement

Ministère de la Défense et des Anciens combattants
- Alain Juppé, ministre d'État, ministre de la Défense et des Anciens combattants

Ministère des Affaires étrangères et européennes
- Michèle Alliot-Marie, ministre d'État, ministre des Affaires étrangères et européennes
- Henri de Raincourt, ministre auprès de la ministre d'État, ministre des Affaires étrangères et européennes, chargé de la Coopération
- Laurent Wauquiez, ministre auprès de la ministre d'État, ministre des Affaires étrangères et européennes, chargé des Affaires européennes

Ministère de l'Écologie, du Développement durable, des Transports et du Logement
- Nathalie Kosciusko-Morizet, ministre de l'Écologie, du Développement durable, des Transports et du Logement
- Benoist Apparu, secrétaire d'État auprès de la ministre de l'Écologie, du Développement durable, des Transports et du Logement, chargé du Logement
- Thierry Mariani, secrétaire d'État auprès de la ministre de l'Écologie, du Développement durable, des Transports et du Logement, chargé des Transports

Ministère de la Justice et des Libertés
- Michel Mercier, garde des Sceaux, ministre de la Justice et des Libertés

Ministère de l'Intérieur, de l'Outre-mer, des Collectivités territoriales et de l'Immigration
- Brice Hortefeux, ministre de l'Intérieur, de l'Outre-mer, des Collectivités territoriales et de l'Immigration
- Philippe Richert, ministre auprès du ministre de l'Intérieur, de l'Outre-mer, des Collectivités territoriales et de l'Immigration, chargé des Collectivités territoriales
- Marie-Luce Penchard, ministre auprès du ministre de l'Intérieur, de l'Outre-mer, des Collectivités territoriales et de l'Immigration, chargée de l'Outre-mer

Ministère de l'Économie, des Finances et de l'Industrie
- Christine Lagarde, ministre de l'Économie, des Finances et de l'Industrie
- Éric Besson, ministre auprès de la ministre de l'Économie, des Finances et de l'Industrie, chargé de l'Industrie, de l'Énergie et de l'Économie numérique
- Pierre Lellouche, secrétaire d'État auprès de la ministre de l'Économie, des Finances et de l'Industrie, chargé du Commerce extérieur
- Frédéric Lefebvre, secrétaire d'État auprès de la ministre de l'Économie, des Finances et de l'Industrie, chargé du Commerce, de l'Artisanat, des Petites et Moyennes Entreprises, du Tourisme, des Services, des Professions libérales et de la Consommation

Ministère du Travail, de l'Emploi et de la Santé
- Xavier Bertrand, ministre du Travail, de l'Emploi et de la Santé
- Nadine Morano, ministre auprès du ministre du Travail, de l'Emploi et de la Santé, chargée de l'Apprentissage et de la Formation professionnelle
- Nora Berra, secrétaire d'État auprès du ministre du Travail, de l'Emploi et de la Santé, chargée de la Santé

Ministère de l'Éducation nationale, de la Jeunesse et de la Vie associative
- Luc Chatel, ministre de l'Éducation nationale, de la Jeunesse et de la Vie associative
- Jeannette Bougrab, secrétaire d'État auprès du ministre de l'Éducation nationale, de la Jeunesse et de la Vie associative, chargée de la Jeunesse et de la Vie associative

Ministère du Budget, des Comptes publics, de la Fonction publique et de la Réforme de l'État
- François Baroin, ministre du Budget, des Comptes publics, de la Fonction publique et de la Réforme de l'État, porte-parole du Gouvernement
- Georges Tron, secrétaire d'État auprès du ministre du Budget, des Comptes publics, de la Fonction publique et de la Réforme de l'État, chargé de la Fonction publique

Ministère de l'Enseignement supérieur et de la Recherche
- Valérie Pécresse, ministre de l'Enseignement supérieur et de la Recherche

Ministère de l'Agriculture, de l'Alimentation, de la Pêche, de la Ruralité et de l'Aménagement du territoire
- Bruno Le Maire, ministre de l'Agriculture, de l'Alimentation, de la Pêche, de la Ruralité et de l'Aménagement du territoire

Ministère de la Culture et de la Communication
- Frédéric Mitterrand, ministre de la Culture et de la Communication

Ministère des Solidarités et de la Cohésion sociale
- Roselyne Bachelot, ministre des Solidarités et de la Cohésion sociale
- Marie-Anne Montchamp, secrétaire d'État auprès de la ministre des Solidarités et de la Cohésion sociale

Ministère de la Ville
- Maurice Leroy, ministre de la Ville

Ministère des Sports
- Chantal Jouanno, ministre des Sports

### Organisation fonctionnelle du 27 février au 29 mai 2011
Premier ministre
- François Fillon, Premier ministre
- Patrick Ollier, ministre auprès du Premier ministre, chargé des Relations avec le Parlement

Ministère des Affaires étrangères et européennes
- Alain Juppé, ministre d'État, ministre des Affaires étrangères et européennes
- Henri de Raincourt, ministre auprès du ministre d'État, ministre des Affaires étrangères et européennes, chargé de la Coopération
- Laurent Wauquiez, ministre auprès du ministre d'État, ministre des Affaires étrangères et européennes, chargé des Affaires européennes

Ministère de la Défense et des Anciens combattants
- Gérard Longuet, ministre de la Défense et des Anciens combattants

Ministère de l'Écologie, du Développement durable, des Transports et du Logement
- Nathalie Kosciusko-Morizet, ministre de l'Écologie, du Développement durable, des Transports et du Logement
- Benoist Apparu, secrétaire d'État auprès de la ministre de l'Écologie, du Développement durable, des Transports et du Logement, chargé du Logement
- Thierry Mariani, secrétaire d'État auprès de la ministre de l'Écologie, du Développement durable, des Transports et du Logement, chargé des Transports

Ministère de la Justice et des Libertés
- Michel Mercier, garde des Sceaux, ministre de la Justice et des Libertés

Ministère de l'Intérieur, de l'Outre-mer, des Collectivités territoriales et de l'Immigration
- Claude Guéant, ministre de l'Intérieur, de l'Outre-mer, des Collectivités territoriales et de l'Immigration
- Philippe Richert, ministre auprès du ministre de l'Intérieur, de l'Outre-mer, des Collectivités territoriales et de l'Immigration, chargé des Collectivités territoriales
- Marie-Luce Penchard, ministre auprès du ministre de l'Intérieur, de l'Outre-mer, des Collectivités territoriales et de l'Immigration, chargée de l'Outre-mer

Ministère de l'Économie, des Finances et de l'Industrie
- Christine Lagarde, ministre de l'Économie, des Finances et de l'Industrie
- Éric Besson, ministre auprès de la ministre de l'Économie, des Finances et de l'Industrie, chargé de l'Industrie, de l'Énergie et de l'Économie numérique
- Pierre Lellouche, secrétaire d'État auprès de la ministre de l'Économie, des Finances et de l'Industrie, chargé du Commerce extérieur
- Frédéric Lefebvre, secrétaire d'État auprès de la ministre de l'Économie, des Finances et de l'Industrie, chargé du Commerce, de l'Artisanat, des Petites et Moyennes Entreprises, du Tourisme, des Services, des Professions libérales et de la Consommation

Ministère du Travail, de l'Emploi et de la Santé
- Xavier Bertrand, ministre du Travail, de l'Emploi et de la Santé
- Nadine Morano, ministre auprès du ministre du Travail, de l'Emploi et de la Santé, chargée de l'Apprentissage et de la Formation professionnelle
- Nora Berra, secrétaire d'État auprès du ministre du Travail, de l'Emploi et de la Santé, chargée de la Santé

Ministère de l'Éducation nationale, de la Jeunesse et de la Vie associative
- Luc Chatel, ministre de l'Éducation nationale, de la Jeunesse et de la Vie associative
- Jeannette Bougrab, secrétaire d'État auprès du ministre de l'Éducation nationale, de la Jeunesse et de la Vie associative, chargée de la Jeunesse et de la Vie associative

Ministère du Budget, des Comptes publics, de la Fonction publique et de la Réforme de l'État
- François Baroin, ministre du Budget, des Comptes publics, de la Fonction publique et de la Réforme de l'État, porte-parole du Gouvernement
- Georges Tron, secrétaire d'État auprès du ministre du Budget, des Comptes publics, de la Fonction publique et de la Réforme de l'État, chargé de la Fonction publique

Ministère de l'Enseignement supérieur et de la Recherche
- Valérie Pécresse, ministre de l'Enseignement supérieur et de la Recherche

Ministère de l'Agriculture, de l'Alimentation, de la Pêche, de la Ruralité et de l'Aménagement du territoire
- Bruno Le Maire, ministre de l'Agriculture, de l'Alimentation, de la Pêche, de la Ruralité et de l'Aménagement du territoire

Ministère de la Culture et de la Communication
- Frédéric Mitterrand, ministre de la Culture et de la Communication

Ministère des Solidarités et de la Cohésion sociale
- Roselyne Bachelot, ministre des Solidarités et de la Cohésion sociale
- Marie-Anne Montchamp, secrétaire d'État auprès de la ministre des Solidarités et de la Cohésion sociale

Ministère de la Ville
- Maurice Leroy, ministre de la Ville

Ministère des Sports
- Chantal Jouanno, ministre des Sports

### Organisation fonctionnelle du 29 mai au 29 juin 2011
Premier ministre
- François Fillon, Premier ministre
- Patrick Ollier, ministre auprès du Premier ministre, chargé des Relations avec le Parlement

Ministère des Affaires étrangères et européennes
- Alain Juppé, ministre d'État, ministre des Affaires étrangères et européennes
- Henri de Raincourt, ministre auprès du ministre d'État, ministre des Affaires étrangères et européennes, chargé de la Coopération
- Laurent Wauquiez, ministre auprès du ministre d'État, ministre des Affaires étrangères et européennes, chargé des Affaires européennes

Ministère de la Défense et des Anciens combattants
- Gérard Longuet, ministre de la Défense et des Anciens combattants

Ministère de l'Écologie, du Développement durable, des Transports et du Logement
- Nathalie Kosciusko-Morizet, ministre de l'Écologie, du Développement durable, des Transports et du Logement
- Benoist Apparu, secrétaire d'État auprès de la ministre de l'Écologie, du Développement durable, des Transports et du Logement, chargé du Logement
- Thierry Mariani, secrétaire d'État auprès de la ministre de l'Écologie, du Développement durable, des Transports et du Logement, chargé des Transports

Ministère de la Justice et des Libertés
- Michel Mercier, garde des Sceaux, ministre de la Justice et des Libertés

Ministère de l'Intérieur, de l'Outre-mer, des Collectivités territoriales et de l'Immigration
- Claude Guéant, ministre de l'Intérieur, de l'Outre-mer, des Collectivités territoriales et de l'Immigration
- Philippe Richert, ministre auprès du ministre de l'Intérieur, de l'Outre-mer, des Collectivités territoriales et de l'Immigration, chargé des Collectivités territoriales
- Marie-Luce Penchard, ministre auprès du ministre de l'Intérieur, de l'Outre-mer, des Collectivités territoriales et de l'Immigration, chargée de l'Outre-mer

Ministère de l'Économie, des Finances et de l'Industrie
- Christine Lagarde, ministre de l'Économie, des Finances et de l'Industrie
- Éric Besson, ministre auprès de la ministre de l'Économie, des Finances et de l'Industrie, chargé de l'Industrie, de l'Énergie et de l'Économie numérique
- Pierre Lellouche, secrétaire d'État auprès de la ministre de l'Économie, des Finances et de l'Industrie, chargé du Commerce extérieur
- Frédéric Lefebvre, secrétaire d'État auprès de la ministre de l'Économie, des Finances et de l'Industrie, chargé du Commerce, de l'Artisanat, des Petites et Moyennes Entreprises, du Tourisme, des Services, des Professions libérales et de la Consommation

Ministère du Travail, de l'Emploi et de la Santé
- Xavier Bertrand, ministre du Travail, de l'Emploi et de la Santé
- Nadine Morano, ministre auprès du ministre du Travail, de l'Emploi et de la Santé, chargée de l'Apprentissage et de la Formation professionnelle
- Nora Berra, secrétaire d'État auprès du ministre du Travail, de l'Emploi et de la Santé, chargée de la Santé

Ministère de l'Éducation nationale, de la Jeunesse et de la Vie associative
- Luc Chatel, ministre de l'Éducation nationale, de la Jeunesse et de la Vie associative
- Jeannette Bougrab, secrétaire d'État auprès du ministre de l'Éducation nationale, de la Jeunesse et de la Vie associative, chargée de la Jeunesse et de la Vie associative

Ministère du Budget, des Comptes publics, de la Fonction publique et de la Réforme de l'État
- François Baroin, ministre du Budget, des Comptes publics, de la Fonction publique et de la Réforme de l'État, porte-parole du Gouvernement

Ministère de l'Enseignement supérieur et de la Recherche
- Valérie Pécresse, ministre de l'Enseignement supérieur et de la Recherche

Ministère de l'Agriculture, de l'Alimentation, de la Pêche, de la Ruralité et de l'Aménagement du territoire
- Bruno Le Maire, ministre de l'Agriculture, de l'Alimentation, de la Pêche, de la Ruralité et de l'Aménagement du territoire

Ministère de la Culture et de la Communication
- Frédéric Mitterrand, ministre de la Culture et de la Communication

Ministère des Solidarités et de la Cohésion sociale
- Roselyne Bachelot, ministre des Solidarités et de la Cohésion sociale
- Marie-Anne Montchamp, secrétaire d'État auprès de la ministre des Solidarités et de la Cohésion sociale

Ministère de la Ville
- Maurice Leroy, ministre de la Ville

Ministère des Sports
- Chantal Jouanno, ministre des Sports

### Organisation fonctionnelle du 29 juin au 26 septembre 2011
Premier ministre
- François Fillon, Premier ministre
- Patrick Ollier, ministre auprès du Premier ministre, chargé des Relations avec le Parlement

Ministère des Affaires étrangères et européennes
- Alain Juppé, ministre d'État, ministre des Affaires étrangères et européennes
- Henri de Raincourt, ministre auprès du ministre d'État, ministre des Affaires étrangères et européennes, chargé de la Coopération
- Jean Leonetti, ministre auprès du ministre d'État, ministre des Affaires étrangères et européennes, chargé des Affaires européennes
- David Douillet, secrétaire d'État auprès du ministre d'État, ministre des Affaires étrangères et européennes, chargé des Français de l'étranger

Ministère de la Défense et des Anciens combattants
- Gérard Longuet, ministre de la Défense et des Anciens combattants
- Marc Laffineur, secrétaire d'État auprès du ministre de la Défense et des Anciens combattants

Ministère de l'Écologie, du Développement durable, des Transports et du Logement
- Nathalie Kosciusko-Morizet, ministre de l'Écologie, du Développement durable, des Transports et du Logement
- Thierry Mariani, ministre auprès de la ministre de l'Écologie, du Développement durable, des Transports et du Logement, chargé des Transports
- Benoist Apparu, secrétaire d'État auprès de la ministre de l'Écologie, du Développement durable, des Transports et du Logement, chargé du Logement

Ministère de la Justice et des Libertés
- Michel Mercier, garde des Sceaux, ministre de la Justice et des Libertés

Ministère de l'Intérieur, de l'Outre-mer, des Collectivités territoriales et de l'Immigration
- Claude Guéant, ministre de l'Intérieur, de l'Outre-mer, des Collectivités territoriales et de l'Immigration
- Philippe Richert, ministre auprès du ministre de l'Intérieur, de l'Outre-mer, des Collectivités territoriales et de l'Immigration, chargé des Collectivités territoriales
- Marie-Luce Penchard, ministre auprès du ministre de l'Intérieur, de l'Outre-mer, des Collectivités territoriales et de l'Immigration, chargée de l'Outre-mer

Ministère de l'Économie, des Finances et de l'Industrie
- François Baroin, ministre de l'Économie, des Finances et de l'Industrie
- Éric Besson, ministre auprès du ministre de l'Économie, des Finances et de l'Industrie, chargé de l'Industrie, de l'Énergie et de l'Économie numérique
- Pierre Lellouche, secrétaire d'État auprès du ministre de l'Économie, des Finances et de l'Industrie, chargé du Commerce extérieur
- Frédéric Lefebvre, secrétaire d'État auprès du ministre de l'Économie, des Finances et de l'Industrie, chargé du Commerce, de l'Artisanat, des Petites et Moyennes Entreprises, du Tourisme, des Services, des Professions libérales et de la Consommation

Ministère du Travail, de l'Emploi et de la Santé
- Xavier Bertrand, ministre du Travail, de l'Emploi et de la Santé
- Nadine Morano, ministre auprès du ministre du Travail, de l'Emploi et de la Santé, chargée de l'Apprentissage et de la Formation professionnelle
- Nora Berra, secrétaire d'État auprès du ministre du Travail, de l'Emploi et de la Santé, chargée de la Santé

Ministère de l'Éducation nationale, de la Jeunesse et de la Vie associative
- Luc Chatel, ministre de l'Éducation nationale, de la Jeunesse et de la Vie associative
- Jeannette Bougrab, secrétaire d'État auprès du ministre de l'Éducation nationale, de la Jeunesse et de la Vie associative, chargée de la Jeunesse et de la Vie associative

Ministère du Budget, des Comptes publics et de la Réforme de l'État
- Valérie Pécresse, ministre du Budget, des Comptes publics et de la Réforme de l'État, porte-parole du Gouvernement

Ministère de l'Enseignement supérieur et de la Recherche
- Laurent Wauquiez, ministre de l'Enseignement supérieur et de la Recherche

Ministère de l'Agriculture, de l'Alimentation, de la Pêche, de la Ruralité et de l'Aménagement du territoire
- Bruno Le Maire, ministre de l'Agriculture, de l'Alimentation, de la Pêche, de la Ruralité et de l'Aménagement du territoire

Ministère de la Culture et de la Communication
- Frédéric Mitterrand, ministre de la Culture et de la Communication

Ministère des Solidarités et de la Cohésion sociale
- Roselyne Bachelot, ministre des Solidarités et de la Cohésion sociale
- Marie-Anne Montchamp, secrétaire d'État auprès de la ministre des Solidarités et de la Cohésion sociale
- Claude Greff, secrétaire d'État auprès de la ministre des Solidarités et de la Cohésion sociale, chargée de la Famille

Ministère de la Fonction publique
- François Sauvadet, ministre de la Fonction publique

Ministère de la Ville
- Maurice Leroy, ministre de la Ville

Ministère des Sports
- Chantal Jouanno, ministre des Sports

### Organisation fonctionnelle du 26 au 28 septembre 2011
Premier ministre
- François Fillon, Premier ministre
- Patrick Ollier, ministre auprès du Premier ministre, chargé des Relations avec le Parlement

Ministère des Affaires étrangères et européennes
- Alain Juppé, ministre d'État, ministre des Affaires étrangères et européennes
- Henri de Raincourt, ministre auprès du ministre d'État, ministre des Affaires étrangères et européennes, chargé de la Coopération
- Jean Leonetti, ministre auprès du ministre d'État, ministre des Affaires étrangères et européennes, chargé des Affaires européennes

Ministère de la Défense et des Anciens combattants
- Gérard Longuet, ministre de la Défense et des Anciens combattants
- Marc Laffineur, secrétaire d'État auprès du ministre de la Défense et des Anciens combattants

Ministère de l'Écologie, du Développement durable, des Transports et du Logement
- Nathalie Kosciusko-Morizet, ministre de l'Écologie, du Développement durable, des Transports et du Logement
- Thierry Mariani, ministre auprès de la ministre de l'Écologie, du Développement durable, des Transports et du Logement, chargé des Transports
- Benoist Apparu, secrétaire d'État auprès de la ministre de l'Écologie, du Développement durable, des Transports et du Logement, chargé du Logement

Ministère de la Justice et des Libertés
- Michel Mercier, garde des Sceaux, ministre de la Justice et des Libertés

Ministère de l'Intérieur, de l'Outre-mer, des Collectivités territoriales et de l'Immigration
- Claude Guéant, ministre de l'Intérieur, de l'Outre-mer, des Collectivités territoriales et de l'Immigration
- Philippe Richert, ministre auprès du ministre de l'Intérieur, de l'Outre-mer, des Collectivités territoriales et de l'Immigration, chargé des Collectivités territoriales
- Marie-Luce Penchard, ministre auprès du ministre de l'Intérieur, de l'Outre-mer, des Collectivités territoriales et de l'Immigration, chargée de l'Outre-mer

Ministère de l'Économie, des Finances et de l'Industrie
- François Baroin, ministre de l'Économie, des Finances et de l'Industrie
- Éric Besson, ministre auprès du ministre de l'Économie, des Finances et de l'Industrie, chargé de l'Industrie, de l'Énergie et de l'Économie numérique
- Pierre Lellouche, secrétaire d'État auprès du ministre de l'Économie, des Finances et de l'Industrie, chargé du Commerce extérieur
- Frédéric Lefebvre, secrétaire d'État auprès du ministre de l'Économie, des Finances et de l'Industrie, chargé du Commerce, de l'Artisanat, des Petites et Moyennes Entreprises, du Tourisme, des Services, des Professions libérales et de la Consommation

Ministère du Travail, de l'Emploi et de la Santé
- Xavier Bertrand, ministre du Travail, de l'Emploi et de la Santé
- Nadine Morano, ministre auprès du ministre du Travail, de l'Emploi et de la Santé, chargée de l'Apprentissage et de la Formation professionnelle
- Nora Berra, secrétaire d'État auprès du ministre du Travail, de l'Emploi et de la Santé, chargée de la Santé

Ministère de l'Éducation nationale, de la Jeunesse et de la Vie associative
- Luc Chatel, ministre de l'Éducation nationale, de la Jeunesse et de la Vie associative
- Jeannette Bougrab, secrétaire d'État auprès du ministre de l'Éducation nationale, de la Jeunesse et de la Vie associative, chargée de la Jeunesse et de la Vie associative

Ministère du Budget, des Comptes publics et de la Réforme de l'État
- Valérie Pécresse, ministre du Budget, des Comptes publics et de la Réforme de l'État, porte-parole du Gouvernement

Ministère de l'Enseignement supérieur et de la Recherche
- Laurent Wauquiez, ministre de l'Enseignement supérieur et de la Recherche

Ministère de l'Agriculture, de l'Alimentation, de la Pêche, de la Ruralité et de l'Aménagement du territoire
- Bruno Le Maire, ministre de l'Agriculture, de l'Alimentation, de la Pêche, de la Ruralité et de l'Aménagement du territoire

Ministère de la Culture et de la Communication
- Frédéric Mitterrand, ministre de la Culture et de la Communication

Ministère des Solidarités et de la Cohésion sociale
- Roselyne Bachelot, ministre des Solidarités et de la Cohésion sociale
- Marie-Anne Montchamp, secrétaire d'État auprès de la ministre des Solidarités et de la Cohésion sociale
- Claude Greff, secrétaire d'État auprès de la ministre des Solidarités et de la Cohésion sociale, chargée de la Famille

Ministère de la Fonction publique
- François Sauvadet, ministre de la Fonction publique

Ministère de la Ville
- Maurice Leroy, ministre de la Ville

Ministère des Sports
- David Douillet, ministre des Sports

### Organisation fonctionnelle du 28 septembre 2011 au 22 février 2012
Premier ministre
- François Fillon, Premier ministre
- Patrick Ollier, ministre auprès du Premier ministre, chargé des Relations avec le Parlement

Ministère des Affaires étrangères et européennes
- Alain Juppé, ministre d'État, ministre des Affaires étrangères et européennes
- Henri de Raincourt, ministre auprès du ministre d'État, ministre des Affaires étrangères et européennes, chargé de la Coopération
- Jean Leonetti, ministre auprès du ministre d'État, ministre des Affaires étrangères et européennes, chargé des Affaires européennes
- Édouard Courtial, secrétaire d'État auprès du ministre d'État, ministre des Affaires étrangères et européennes, chargé des Français de l'étranger

Ministère de la Défense et des Anciens combattants
- Gérard Longuet, ministre de la Défense et des Anciens combattants
- Marc Laffineur, secrétaire d'État auprès du ministre de la Défense et des Anciens combattants

Ministère de l'Écologie, du Développement durable, des Transports et du Logement
- Nathalie Kosciusko-Morizet, ministre de l'Écologie, du Développement durable, des Transports et du Logement
- Thierry Mariani, ministre auprès de la ministre de l'Écologie, du Développement durable, des Transports et du Logement, chargé des Transports
- Benoist Apparu, secrétaire d'État auprès de la ministre de l'Écologie, du Développement durable, des Transports et du Logement, chargé du Logement

Ministère de la Justice et des Libertés
- Michel Mercier, garde des Sceaux, ministre de la Justice et des Libertés

Ministère de l'Intérieur, de l'Outre-mer, des Collectivités territoriales et de l'Immigration
- Claude Guéant, ministre de l'Intérieur, de l'Outre-mer, des Collectivités territoriales et de l'Immigration
- Philippe Richert, ministre auprès du ministre de l'Intérieur, de l'Outre-mer, des Collectivités territoriales et de l'Immigration, chargé des Collectivités territoriales
- Marie-Luce Penchard, ministre auprès du ministre de l'Intérieur, de l'Outre-mer, des Collectivités territoriales et de l'Immigration, chargée de l'Outre-mer

Ministère de l'Économie, des Finances et de l'Industrie
- François Baroin, ministre de l'Économie, des Finances et de l'Industrie
- Éric Besson, ministre auprès du ministre de l'Économie, des Finances et de l'Industrie, chargé de l'Industrie, de l'Énergie et de l'Économie numérique
- Pierre Lellouche, secrétaire d'État auprès du ministre de l'Économie, des Finances et de l'Industrie, chargé du Commerce extérieur
- Frédéric Lefebvre, secrétaire d'État auprès du ministre de l'Économie, des Finances et de l'Industrie, chargé du Commerce, de l'Artisanat, des Petites et Moyennes Entreprises, du Tourisme, des Services, des Professions libérales et de la Consommation

Ministère du Travail, de l'Emploi et de la Santé
- Xavier Bertrand, ministre du Travail, de l'Emploi et de la Santé
- Nadine Morano, ministre auprès du ministre du Travail, de l'Emploi et de la Santé, chargée de l'Apprentissage et de la Formation professionnelle
- Nora Berra, secrétaire d'État auprès du ministre du Travail, de l'Emploi et de la Santé, chargée de la Santé

Ministère de l'Éducation nationale, de la Jeunesse et de la Vie associative
- Luc Chatel, ministre de l'Éducation nationale, de la Jeunesse et de la Vie associative
- Jeannette Bougrab, secrétaire d'État auprès du ministre de l'Éducation nationale, de la Jeunesse et de la Vie associative, chargée de la Jeunesse et de la Vie associative

Ministère du Budget, des Comptes publics et de la Réforme de l'État
- Valérie Pécresse, ministre du Budget, des Comptes publics et de la Réforme de l'État, porte-parole du Gouvernement

Ministère de l'Enseignement supérieur et de la Recherche
- Laurent Wauquiez, ministre de l'Enseignement supérieur et de la Recherche

Ministère de l'Agriculture, de l'Alimentation, de la Pêche, de la Ruralité et de l'Aménagement du territoire
- Bruno Le Maire, ministre de l'Agriculture, de l'Alimentation, de la Pêche, de la Ruralité et de l'Aménagement du territoire

Ministère de la Culture et de la Communication
- Frédéric Mitterrand, ministre de la Culture et de la Communication

Ministère des Solidarités et de la Cohésion sociale
- Roselyne Bachelot, ministre des Solidarités et de la Cohésion sociale
- Marie-Anne Montchamp, secrétaire d'État auprès de la ministre des Solidarités et de la Cohésion sociale
- Claude Greff, secrétaire d'État auprès de la ministre des Solidarités et de la Cohésion sociale, chargée de la Famille

Ministère de la Fonction publique
- François Sauvadet, ministre de la Fonction publique

Ministère de la Ville
- Maurice Leroy, ministre de la Ville

Ministère des Sports
- David Douillet, ministre des Sports

### Organisation fonctionnelle du 22 février au 10 mai 2012 (Affaires courantes du 10 au 16 mai 2012)
Premier ministre
- François Fillon, Premier ministre, ministre de l'Écologie, du Développement durable, des Transports et du Logement
- Patrick Ollier, ministre auprès du Premier ministre, chargé des Relations avec le Parlement

Ministère des Affaires étrangères et européennes
- Alain Juppé, ministre d'État, ministre des Affaires étrangères et européennes
- Henri de Raincourt, ministre auprès du ministre d'État, ministre des Affaires étrangères et européennes, chargé de la Coopération
- Jean Leonetti, ministre auprès du ministre d'État, ministre des Affaires étrangères et européennes, chargé des Affaires européennes
- Édouard Courtial, secrétaire d'État auprès du ministre d'État, ministre des Affaires étrangères et européennes, chargé des Français de l'étranger

Ministère de la Défense et des Anciens combattants
- Gérard Longuet, ministre de la Défense et des Anciens combattants
- Marc Laffineur, secrétaire d'État auprès du ministre de la Défense et des Anciens combattants

Ministère de l'Écologie, du Développement durable, des Transports et du Logement
- François Fillon, Premier ministre, ministre de l'Écologie, du Développement durable, des Transports et du Logement
- Thierry Mariani, ministre auprès de la ministre de l'Écologie, du Développement durable, des Transports et du Logement, chargé des Transports
- Benoist Apparu, ministre auprès de la ministre de l'Écologie, du Développement durable, des Transports et du Logement, chargé du Logement

Ministère de la Justice et des Libertés
- Michel Mercier, garde des Sceaux, ministre de la Justice et des Libertés

Ministère de l'Intérieur, de l'Outre-mer, des Collectivités territoriales et de l'Immigration
- Claude Guéant, ministre de l'Intérieur, de l'Outre-mer, des Collectivités territoriales et de l'Immigration
- Philippe Richert, ministre auprès du ministre de l'Intérieur, de l'Outre-mer, des Collectivités territoriales et de l'Immigration, chargé des Collectivités territoriales
- Marie-Luce Penchard, ministre auprès du ministre de l'Intérieur, de l'Outre-mer, des Collectivités territoriales et de l'Immigration, chargée de l'Outre-mer

Ministère de l'Économie, des Finances et de l'Industrie
- François Baroin, ministre de l'Économie, des Finances et de l'Industrie
- Éric Besson, ministre auprès du ministre de l'Économie, des Finances et de l'Industrie, chargé de l'Industrie, de l'Énergie et de l'Économie numérique
- Pierre Lellouche, secrétaire d'État auprès du ministre de l'Économie, des Finances et de l'Industrie, chargé du Commerce extérieur
- Frédéric Lefebvre, secrétaire d'État auprès du ministre de l'Économie, des Finances et de l'Industrie, chargé du Commerce, de l'Artisanat, des Petites et Moyennes Entreprises, du Tourisme, des Services, des Professions libérales et de la Consommation

Ministère du Travail, de l'Emploi et de la Santé
- Xavier Bertrand, ministre du Travail, de l'Emploi et de la Santé
- Nadine Morano, ministre auprès du ministre du Travail, de l'Emploi et de la Santé, chargée de l'Apprentissage et de la Formation professionnelle
- Nora Berra, secrétaire d'État auprès du ministre du Travail, de l'Emploi et de la Santé, chargée de la Santé

Ministère de l'Éducation nationale, de la Jeunesse et de la Vie associative
- Luc Chatel, ministre de l'Éducation nationale, de la Jeunesse et de la Vie associative
- Jeannette Bougrab, secrétaire d'État auprès du ministre de l'Éducation nationale, de la Jeunesse et de la Vie associative, chargée de la Jeunesse et de la Vie associative

Ministère du Budget, des Comptes publics et de la Réforme de l'État
- Valérie Pécresse, ministre du Budget, des Comptes publics et de la Réforme de l'État, porte-parole du Gouvernement

Ministère de l'Enseignement supérieur et de la Recherche
- Laurent Wauquiez, ministre de l'Enseignement supérieur et de la Recherche

Ministère de l'Agriculture, de l'Alimentation, de la Pêche, de la Ruralité et de l'Aménagement du territoire
- Bruno Le Maire, ministre de l'Agriculture, de l'Alimentation, de la Pêche, de la Ruralité et de l'Aménagement du territoire

Ministère de la Culture et de la Communication
- Frédéric Mitterrand, ministre de la Culture et de la Communication

Ministère des Solidarités et de la Cohésion sociale
- Roselyne Bachelot, ministre des Solidarités et de la Cohésion sociale
- Marie-Anne Montchamp, secrétaire d'État auprès de la ministre des Solidarités et de la Cohésion sociale
- Claude Greff, secrétaire d'État auprès de la ministre des Solidarités et de la Cohésion sociale, chargée de la Famille

Ministère de la Fonction publique
- François Sauvadet, ministre de la Fonction publique

Ministère de la Ville
- Maurice Leroy, ministre de la Ville

Ministère des Sports
- David Douillet, ministre des Sports

## Élection présidentielle et démission du Gouvernement
L’élection présidentielle des 22 avril et 6 mai 2012 est remporté par François Hollande.
Le 10 mai, François Fillon présente la démission du Gouvernement. Le Président de la République met donc fin à ses fonctions de Premier ministre (Constitution française du 4 octobre 1958, art. 8). Toutefois, le gouvernement expédie les affaires courantes jusqu'à la nomination d'un nouveau Premier ministre par le nouveau Président de la République.
Le 15 mai se tient l’investiture du président François Hollande et Jean-Marc Ayrault est nommé Premier ministre, et le 16 mai, son gouvernement est nommé.

## Galerie
Présentation des membres du Gouvernement Fillon III, dans son ultime composition, du 22 février au 10 mai 2012.

### Premier ministre
| Image | Fonction                                                                                          |  | Nom             | Parti |
| ----- | ------------------------------------------------------------------------------------------------- |  | --------------- | ----- |
|       | Premier ministre, Ministre de l'Écologie, du Développement durable, des Transports et du Logement |  | François Fillon | UMP   |

### Ministre d'État
| Image | Fonction                                                         |  | Nom         | Parti |
| ----- | ---------------------------------------------------------------- |  | ----------- | ----- |
|       | Ministre d'État, ministre des Affaires étrangères et européennes |  | Alain Juppé | UMP   |

### Ministres
| Image | Fonction |  | Nom                       | Parti |
| ----- | --- |  | ------------------------- | ----- |
|       | Ministre de la Défense et des Anciens combattants                                                           |  | Gérard Longuet            | UMP   |
|       | Garde des Sceaux, ministre de la Justice et des Libertés                                                    |  | Michel Mercier            | SE    |
|       | Ministre de l’Intérieur, de l’Outre-Mer, des Collectivités territoriales et de l’Immigration                |  | Claude Guéant             | UMP   |
|       | Ministre de l’Économie, des Finances et de l’Industrie                                                      |  | François Baroin           | UMP   |
|       | Ministre du Travail, de l’Emploi et de la Santé                                                             |  | Xavier Bertrand           | UMP   |
|       | Ministre de l’Éducation nationale, de la Jeunesse et de la Vie associative                                  |  | Luc Chatel                | UMP   |
|       | Ministre du Budget, des Comptes publics et de la Réforme de l'État, porte-parole du gouvernement            |  | Valérie Pécresse          | UMP   |
|       | Ministre de l’Agriculture, de l’Alimentation, de la Pêche, de la Ruralité et de l’Aménagement du territoire |  | Bruno Le Maire            | UMP   |
|       | Ministre de la Culture et de la Communication                                                               |  | Frédéric Mitterrand       | SE    |
|       | Ministre des Solidarités et de la Cohésion sociale                                                          |  | Roselyne Bachelot-Narquin | UMP   |
|       | Ministre de la Fonction publique                                                                            |  | François Sauvadet         | NC    |
|       | Ministre de l’Enseignement supérieur et de la Recherche                                                     |  | Laurent Wauquiez          | UMP   |
|       | Ministre de la Ville                                                                                        |  | Maurice Leroy             | NC    |
|       | Ministre des Sports                                                                                         |  | David Douillet            | UMP   |

### Ministres auprès d'un ministre
| Image | Fonction                                                                | Ministère de rattachement                                                                     |  | Nom                 | Parti   |
| ----- | ----------------------------------------------------------------------- | --------------------------------------------------------------------------------------------- |  | ------------------- | ------- |
|       | Ministre chargé des Relations avec le Parlement                         | Premier ministre                                                                              |  | Patrick Ollier      | UMP     |
|       | Ministre chargé de l’Industrie, de l’Énergie et de l’Économie numérique | Ministère de l'Économie, des Finances et de l'Industrie                                       |  | Éric Besson         | UMP     |
|       | Ministre chargé de la Coopération                                       | Ministère des Affaires étrangères et européennes                                              |  | Henri de Raincourt  | UMP     |
|       | Ministre chargé des Collectivités territoriales                         | Ministère de l’Intérieur, de l’Outre-Mer, des Collectivités territoriales et de l’Immigration |  | Philippe Richert    | UMP     |
|       | Ministre chargée de l’Apprentissage et de la Formation professionnelle  | Ministère du Travail, de l'Emploi et de la Santé                                              |  | Nadine Morano       | UMP     |
|       | Ministre chargé des Affaires européennes                                | Ministère des Affaires étrangères et européennes                                              |  | Jean Leonetti       | UMP-PRV |
|       | Ministre chargée de l’Outre-Mer                                         | Ministère de l'Intérieur, de l'Outre-Mer, des Collectivités territoriales et de l'Immigration |  | Marie-Luce Penchard | UMP     |
|       | Ministre chargé des Transports                                          | Ministère de l'Écologie, du Développement durable, des Transports et du Logement              |  | Thierry Mariani     | UMP     |
|       | Ministre chargé du Logement                                             | Ministère de l'Écologie, du Développement durable, des Transports et du Logement              |  | Benoist Apparu      | UMP     |

### Secrétaires d'État
| Image | Fonction | Ministère de rattachement                                                   |  | Nom                  | Parti |
| ----- | --- | --------------------------------------------------------------------------- |  | -------------------- | ----- |
|       | Secrétaire d'État chargé du Commerce extérieur | Ministère de l'Économie, des Finances et de l'Industrie                     |  | Pierre Lellouche     | UMP   |
|       | Secrétaire d'État chargée de la Santé | Ministère du Travail, de l'Emploi et de la Santé                            |  | Nora Berra           | UMP   |
|       | Secrétaire d'État | Ministère des Solidarités et de la Cohésion sociale                         |  | Marie-Anne Montchamp | UMP   |
|       | Secrétaire d'État chargé du Commerce, de l'Artisanat, des Petites et Moyennes entreprises, du Tourisme, des Services, des Professions libérales et de la Consommation | Ministère de l'Économie, des Finances et de l'Industrie                     |  | Frédéric Lefebvre    | UMP   |
|       | Secrétaire d'État | Ministère de la Défense et des Anciens combattants                          |  | Marc Laffineur       | UMP   |
|       | Secrétaire d'État chargée de la Famille | Ministère des Solidarités et de la Cohésion sociale                         |  | Claude Greff         | UMP   |
|       | Secrétaire d'État chargée de la Jeunesse et de la Vie associative | Ministère de l'Éducation nationale, de la Jeunesse et de la Vie associative |  | Jeannette Bougrab    | UMP   |
|       | Secrétaire d'État chargé des Français de l'étranger | Ministère des Affaires étrangères et européennes                            |  | Édouard Courtial     | UMP   |

## Répartition partisane
| Parti                           | Parti                             | Premier ministre | Ministres d'État | Ministres | Ministres délégués | Secrétaires d'État | Total |
| ------------------------------- | --------------------------------- | ---------------- | ---------------- | --------- | ------------------ | ------------------ | ----- |
| Répartition le 14 novembre 2010 | Répartition le 14 novembre 2010   | 1                | 2                | 13        | 7                  | 8                  | 31    |
|                                 | Union pour un mouvement populaire | 1                | 2                | 10        | 6                  | 7                  | 26    |
|                                 | Nouveau centre                    |                  |                  | 1         |                    |                    | 1     |
|                                 | Divers droite                     |                  | 1                |           |                    | 1                  |       |
|                                 | Sans étiquette                    |                  | 1                |           |                    | 1                  |       |
|                                 | UMP - Les Progressistes           |                  |                  | 1         |                    | 1                  |       |
|                                 | UMP - République solidaire        |                  |                  |           | 1                  | 1                  |       |
|                                 |                                   |                  |                  |           |                    |                    |       |
| Répartition le 15 mai 2012      | Répartition le 15 mai 2012        | 1                | 1                | 14        | 9                  | 8                  | 33    |
|                                 | Union pour un mouvement populaire | 1                | 1                | 10        | 7                  | 8                  | 27    |
|                                 | Nouveau centre                    |                  |                  | 2         |                    |                    | 2     |
|                                 | Divers droite                     |                  | 1                |           |                    | 1                  |       |
|                                 | Sans étiquette                    |                  | 1                |           |                    | 1                  |       |
|                                 | UMP - Les Progressistes           |                  |                  | 1         |                    | 1                  |       |
|                                 | UMP - Parti radical valoisien     |                  |                  | 1         |                    | 1                  |       |

## Structure
- Il s'agit de la première fois qu'un gouvernement français est nommé un dimanche. Le remaniement de février 2011 et l'ajustement de mai 2011 ont également lieu un dimanche.

- Il est le premier qui, en son sein et jusqu'au remaniement du 27 février 2011, comporte deux conjoints : Michèle Alliot-Marie, ministre d'État, ministre des Affaires étrangères et européennes, ainsi que son compagnon Patrick Ollier, ministre auprès du Premier ministre, chargé des Relations avec le Parlement[19],[20].

- Une femme, Michèle Alliot-Marie, est pour la première fois nommée ministre des Affaires étrangères.

- Le changement de gouvernement (appelé abusivement « remaniement » puisqu'il a été précédé d'une démission du Premier ministre et donc de l'ensemble du gouvernement, même si son chef a été reconduit dans ses fonctions) s'accompagne en parallèle par des changements à la tête de l'UMP[21], à l'Assemblée nationale (deux nouveaux présidents de commission[22] et une nouvelle présidence du groupe parlementaire majoritaire[23]), dans la haute fonction publique[24] et au sein du cabinet du président de la République[25].